# Jean-Pierre Umbdenstock
Jean-Pierre Umbdenstock est un souffleur et sculpteur sur verre né à Paris le 7 septembre 1950 et décédé à Saint-Quentin le 9 janvier 2011. Autodidacte, il commence à travailler le verre en 1979. Lauréat d'une bourse de recherche et de création en 1983, il séjourne quelques mois aux États-Unis, fréquentant le California College of Arts & Crafts.

## Expositions
- Musée du verre, de la pierre et du livre de Conches (France) - 2006
- Musée du Verre de Sars-Poteries (France) - 2003
- Contemporary Art Center - Schalkwijk (Pays-Bas) - 1998
- Couleurs & transparence Musée d'Art contemporain - Dunkerque (France) - 1996
- Triennale européenne de la sculpture en verre Liège (Belgique) et Luxembourg - 1995
- Triennale européenne de la sculpture en verre Liège (Belgique) et Luxembourg - 1992
- Chefs-d'œuvre de la verrerie & de la cristallerie française au Musée des Arts Décoratifs Suntori Museum of Art - Kyoto (Japon) - 1991
- Musée du verre - Charleroi (Belgique) - 1987
- Verriers français contemporains Musée du Verre de Meisenthal (France) -1986
- Hommes de verre Bibliothèque Forney - Paris et Musée de Blois (France) - 1986
- Art du verre / Actualité internationale Musée des beaux-arts - Rouen (France) - 1985
- Studio Glass, un souffle de liberté  Musée du Verre de Meisenthal (France) - 2025